# Замай (рэпер)
Зама́й (полное имя — Андре́й Андре́евич Зама́й; род. 9 ноября 1986, Фрунзе) — российский рэпер, баттл-рэпер, стример, основатель и участник объединения «Антихайп».

## Биография

### Ранние годы
Андрей родился в городе Фрунзе (ныне Бишкек) 9 ноября 1986 года. Своё детство он провёл с матерью, так как отец развёлся с ней ещё в юности. Учился в школе с английским уклоном. Начал увлекаться хип-хопом в 2001 году, когда слушал Jay-Z и Nas. В Бишкеке Андрей окончил Киргизский национальный университет по специальности «инженер микроэлектроники». Во время учёбы в университете он работал грузчиком и не посещал занятия. Позже, в 2010 году, переехал в Санкт-Петербург. После переезда работал курьером, фотографом, в пиар-агентстве.

### Карьера
Андрей начал участвовать в онлайн-баттлах в 2003 году под ником STRiKE. Это были независимые состязания, в которых он не добился значительных успехов, скорее, это можно назвать первыми шагами на пути к становлению Андрея как исполнителя.
Первым его рэп-треком стал дисс на участника форума hip-hop.ru.
Его дебютным микстейпом стал вышедший 23 марта 2009 года «На скамейках пацанам», в который вошли 18 треков. На песню из этого микстейпа был записан первый клип.

Так где-то в середине 2007 года я и написал этот материал, параллельно работая над проектами с Сашей и ещё чем-то там тоже. Но записать его и выпустить получилось только в 2009-м, когда мы с ребятами в цеховых помещениях Завода им. Фрунзе устроили свою студию Pars Rec.— ЗАМАЙ
В 2013 году Андрей выпустил три мини-альбома, впервые взяв в качестве псевдонима свою фамилию, но латиницей («ZAMAY»). Такое же название получили и мини-альбомы — ZAMAY, ZAMAY, Vol. 2 и ZAMAY, Vol. 3. Весь материал на них написан для альбома Rep Gad, но, по тем или иным причинам не нашедший себе место в альбоме, был выпущен отдельно. Так же появился и микстейп NE ZAMAY, выпущенный в 2014 году.
Со Славой КПСС он познакомился на онлайн-батле, когда судил его. Впоследствии они вместе с другими андеграунд-исполнителями выступали на концерте группы Ленина Пакет.
Никнейм «Хан Замай» ему придумал Слава КПСС, когда он записывал альбом Rep Gad.
Первое участие в офлайн-баттлах он принял в 2016, на «Лиге Гнойного» против МЦ Медвежи (Дениса Чудиновского, также известного как Ден Чейни — организатора площадки «#SlovoSPB»).
21 сентября 2016 года вышел совместный со Славой КПСС микстейп «Hype Train», в его состав вошли 30 треков общей продолжительностью около двух с половиной часов.
В 2017 году вышел студийный альбом «Из замка в Замок», состоящий из 14 треков, названный в честь одноимённой книги Луи-Фердинанда Селина.
16 марта 2018 года Замай выпустил видеоклип на песню «Имя».
15 июля 2018 года Замай выпустил видеоклип на песню «Порох».
В течение 2018 года Замай совместно со Славой КПСС выпустил 3 микстейпа: «ОВЕРХАЙП», «ОВЕРХАЙП 2» и «ОВЕРХАЙП 3».
28 ноября 2018 года был выпущен видеоклип на песню «Ночная травма».
2 декабря 2018 года Замай выпустил EP «Золотые годы», под новым для себя псевдонимом Молодой Бишкек.
5 июля 2019 года Андрей совместно с товарищем по творческому объединению «Антихайп», Виктором СД, презентовал клип на песню «Medici» и «Лето», а также анонсировал микстейп Primo Europeo, который был опубликован 12 июля. 27 сентября Андрей презентовал клип на песню «Auntie Intro», из ранее анонсированного микстейпа «Ричард III». Релиз состоялся 18 октября 2019 года.
17 октября 2019 года Замай выпустил сольный альбом «РИЧАРД III», состоящий из 12 треков.
20 ноября 2019 года Замай выпустил клип на трек «Гоголев».
10 декабря 2019 года Замай выпустил клип на трек «Карантин».
3 апреля 2020 года Андрей выпустил EP «LUST HERO 2» состоящий из 6 треков, который позже был дополнен и выпущен как полноценный альбом «Lust Hero 2 (Deluxe)».
24 апреля 2020 года рэп-исполнитель Czar выпустил альбом «PIG DRUM SIDE B», в записи которого принял участие Андрей. Он отметился гостевым партом в треке «Creators».
21 августа 2020 года состоялся релиз второго сольного микстейпа Ne Andrey, который состоит из 25 треков.
20 ноября 2020 года был выпущен сольный альбом «Андрей», состоящий из двух частей — «Чёрной» и «Белой». По словам самого Замая, работа над альбомом велась на протяжении трёх лет.
5 февраля 2021 года Замай выпустил клип на трек «Замай».
12 февраля 2021 года Замай выпустил альбом Lost Tapes 2. Альбом состоит из 30 треков, некоторые из них были выпущены ранее.
28 мая 2021 года Замай выпустил EP «Абориген», состоящий из 7 треков, один из них ремикс на ранее выпущенный трек «Одинокое пламя».
9 июля 2021 совместно со Славой КПСС выпустил микстейп Antihypetrain, состоящий из 101 трека. 

Песни все крутые, почти все нравятся. Наверное, можно найти треков пять, которые не такие хорошие, как остальные все. Но остальные все — бомба. Мы сами не ожидали что материал выйдет настолько крутым— ЗАМАЙ
26 июля 2021 года совместно со Славой КПСС выпустил клип на трек «Губы».
1 сентября 2021 года совместно со Славой КПСС выпустил клип на трек «DREAM TEAM HOUSE DISS».
16 ноября 2021 года выпустил клип «Двуглавый орёл» совместно со Славой КПСС.
22 декабря 2021 года выпустил трек «Концерты» на видеохостинге YouTube.
Осенью 2022 года состоялся релиз двух альбомов исполнителя — «Mr. Gaslight» и «LUST HERO 3».
В октябре 2022 года был выпущен кавер-альбом «Солнце Живых» на релиз Славы КПСС «Солнце Мёртвых».
10 ноября 2023 года был выпущен микстейп LOST TAPES 3, состоящий из 229 треков, которые ранее не были изданы или не выпускались на стриминговых площадках, а также клип на песню «КПП Чарли» совместно с Rudeboy.
22 декабря 2023 года был выпущен альбом ЗАМАЙ LP, представляющий собой реворки и ремиксы ранее выпущенных треков, в частности из альбомов ZAMAY, ZAMAY, Vol. 2 и ZAMAY, Vol. 3.

## Рэп-баттлы
#SLOVOSPB
- 2016 — ЗАМАЙ vs Хайп (не опубликован)
- 2016 — Птичий Пепел × Джиглипуф МЦ vs Хан Замай × Заебатсу (Блиц 2×2) (ничья)

Рвать на битах
- 2017 — #SlovoSPB (Ден Чейни / MickeyMouse) × «Антихайп» (Слава КПСС / Замай)

Versus Battle и BPM
- 2016 — VERSUS #1 (сезон IV): Замай VS СД (победа 2:1)
- 2017 — Versus BPM: ЗАМАЙ VS Booker
- 2017 — VERSUS #3 (сезон IV): Леха Медь VS Замай (поражение 1:2)

РэпЙоу Баттл
- 2018 — РЭПЙОУ Баттл #3: Лиззка x Mozee Montana vs Замай x Fallen MC

## Конфликты
В 2024 году рэпер Замай выпустил микстейп Lost Tapes 3, где в одном из треков обвинял Friendly Thug 52 Ngg в гомосексуализме и наркозависимости.
Спустя пару дней Замай выпустил видеоролик, в котором утверждал, что Friendly Thug 52 Ngg ночью, в компании шести человек, пришёл на старую квартиру Андрея и искали его:
Некоторое время назад Friendly Thug и еще шесть человек приходили на старый адрес, где я когда‑то был прописан и очень давно не живу. Ломились в двери, стучали, звонили, напугали людей, там живущих.

## Дискография

### Студийные альбомы
| Год выпуска | Имя            | Название              | Комментарий                                 |
| ----------- | -------------- | --------------------- | ------------------------------------------- |
| 2009        | STRiKE         | «На развалах империи» | —                                           |
| 2010        | STRiKE         | MYRAPHOLYBIBLE        | —                                           |
| 2014        | ZAMAY          | «Молодость не жизнь»  | —                                           |
| 2014        | ZAMAY          | REP GAD               | (Khan prod.)                                |
| 2015        | ZAMAY          | «Русский Альбом»      | (Ioann Bogoslow prod.)                      |
| 2017        | ЗАМАЙ          | «Из замка в замок»    | —                                           |
| 2018        | ЗАМАЙ          | «Оверхайп»            | Совместно со Славой КПСС                    |
| 2018        | ЗАМАЙ          | «Оверхайп 2»          | Совместно со Славой КПСС                    |
| 2018        | ЗАМАЙ          | «Оверхайп 3»          | Совместно со Славой КПСС                    |
| 2019        | ЗАМАЙ          | «Ричард 3»            | —                                           |
| 2020        | ЗАМАЙ          | Lust Hero 2 (Deluxe)  | —                                           |
| 2020        | ЗАМАЙ          | «Андрей»              | —                                           |
| 2022        | ЗАМАЙ          | Mr. Gaslight          | —                                           |
| 2022        | ЗАМАЙ          | LUST HERO 3           | —                                           |
| 2022        | ЗАМАЙ          | «Солнце Живых»        | Кавер на альбом Славы КПСС «Солнце мёртвых» |
| 2024        | Молодой Бишкек | «Молодой Бишкек LP»   | —                                           |

### Мини-альбомы
| Год выпуска | Имя            | Название                  | Комментарий      |
| ----------- | -------------- | ------------------------- | ---------------- |
| 2011        | Yezzje!        | Yezzje!                   | —                |
| 2011        | ZAMAY          | «Нищета (рэп-опера)»      | —                |
| 2013        | ZAMAY          | ZAMAY                     | —                |
| 2013        | ZAMAY          | ZAMAY, Vol. 2             | —                |
| 2013        | ZAMAY          | ZAMAY, Vol.3              | —                |
| 2014        | Yezzje!        | Gayzzje!                  | —                |
| 2014        | ZAMAY          | «Гаргантюа & Пантагрюэль» | Совместно с MASK |
| 2015        | ZAMAY          | «Внутренний Бишкек EP»    | —                |
| 2016        | ЗАМАЙ          | «Тафгай ЕР»               | —                |
| 2016        | ЗАМАЙ          | Lust Hero                 | —                |
| 2018        | Молодой Бишкек | «Золотые годы ЕР»         | —                |
| 2020        | ЗАМАЙ          | Lust Hero, Vol. 2         | —                |
| 2021        | ЗАМАЙ          | «Абориген»                | —                |

### Микстейпы
| Год выпуска | Имя       | Название                                | Комментарий              |
| ----------- | --------- | --------------------------------------- | ------------------------ |
| 2009        | STRiKE    | «На Скамейках Пацанам»                  | —                        |
| 2009        | STRiKE    | UNDERGROUND MAINSTREAM                  | Совместно с «ЛЁМА»       |
| 2014        | ZAMAY     | NE ZAMAY                                | —                        |
| 2015        | Хан ZAMAY | «#Немимохайпамикстейп: Вход в Реп Игру» | Совместно со Славой КПСС |
| 2016        | Хан Замай | Hype Train                              | Совместно со Славой КПСС |
| 2019        | ЗАМАЙ     | PRIMO EUROPEO                           | Совместно с СД           |
| 2020        | ЗАМАЙ     | Ne Andrey                               | —                        |
| 2021        | ЗАМАЙ     | Lost Tapes 2                            | —                        |
| 2021        | ЗАМАЙ     | ANTIHYPETRAIN                           | Совместно со Славой КПСС |
| 2023        | ЗАМАЙ     | LOST TAPES 3                            | —                        |
| 2024        | ЗАМАЙ     | LOST TAPES 3 (DELUXE)                   | —                        |

### Сборники
| Год выпуска | Название                                            | Комментарий                                                                         |
| ----------- | --------------------------------------------------- | ----------------------------------------------------------------------------------- |
| 2016        | «Все раунды (2015—2016)»                            | «Колхоз имени Чонкина» (Замай, Слава КПСС, Петрик Путяха, Саша Маставой, Мц Лучник) |
| 2016        | #SLOVOSPB Mixtape Vol.1                             | Микстейп представителей #SlovoSPB                                                   |
| 2016        | «Желаю поскорее сбыться твоему смертному приговору» | Hosted by DJ Овсянкин                                                               |
| 2018        | «Это я — рэп»                                       | St1m tribute                                                                        |

| Как сольный исполнитель - 2016 — Замай & СД — «Вне игры» - 2016 — Замай & СД — «Гоша Рубчинский» (feat. Монеточка) - 2016 — Замай — «Новый» - 2016 — Замай — «NHY» - 2017 — Замай — «Молодой папа (Хованский diss)» - 2017 — Замай — «Моя Диана» - 2017 — Замай — «Россия» - 2017 — Замай — «Имя» - 2018 — Замай — «Мажитель» - 2018 — Замай — «PARIS» - 2018 — Замай — «Хардкор» - 2019 — Замай — «Зенит» - 2020 — Замай, Gokilla, Эмелевская, Jekajio — «NY Cypher 2021» - 2021 — Замай — «Концерты» - 2022 — Замай — «6 июня» - 2023 — Замай — «Oxxxymiron» - 2023 — Замай — «Меланхолия Drive 3» (feat. Johnyboy, СД) Как приглашённый исполнитель - 2017 — Овсянкин — «Lola Taylor» (feat. Unda Scope, Young P&H, СД, Stephan Pie, Найтивыход, Слава КПСС) - 2019 — Слава КПСС — «Мы из Антихайпа» (feat. Валентин Дядька, Соня Мармеладова, Воровская лапа, Mr M) - 2022 — Житность — Слава КПСС, Lida, GSPD, Джарахов — «Сахарок» | - 2016 — Слава КПСС — «Трудно быть с Богом» («Мёртвые звёзды») - 2016 — Букер Д. Фред — «Юность» («SGP») - 2017 — СД — «Нормальная тема» («Компромисс» feat. Слава КПСС, Тот Самый Коля) - 2017 — Zloi Negr — «#Путьструи» - «Струя (Remix)» feat. Дуня, Booker - D.Masta — «Струя» feat. Майти Ди, Слава КПСС, Гига1, СД, Хип-Хоп Одинокой Старухи, Лёха Медь - 2017 — СД — Mixtape King Vol. 3 - «Ренессанс» feat. Aux, Тот Самый, Monk, Booker, MF Dok, Тимыч, ИNkkи, Да Ст, Вири Альди, Unda Scope, MF Orange, Fallen MC, Джиглипуф, Слава КПСС - «Da B.o.m.b.» feat. Aux, Да Ст, MF Dok, Слава КПСС - «Моя Диана Longmix» feat. MF Dok, Вири Альди, Слава КПСС - «Аннунак» feat. Вири Альди, Stemp, Слава КПСС, Booker, MF Dok, Да Ст & Aux - «Миша Паньшин» - 2017 — Смоки Мо & Zloi Negr — «Доспехи бога 2» («46-2» feat. Booker) - 2019 — Мэйти — «Биголло, Часть 1» («Люмпен») - 2019 — Слава КПСС — «Оттенки барда» («Мы из Антихайпа» feat. Микси) - 2019 — Джигли — «Что-то более уродливое чем ты сам» («Вечный май») - 2020 — Czar — Pig Drum (Side B) («Creators») - 2020 — Шляпа Шаляпина — «Сосунки» («Нуар-роман») - 2020 — СД & ST1M — «Аггро 2.0» («Вальс» feat. Слава КПСС, «Чёрный бумер» feat. Слава КПСС) - 2020 — Слава КПСС — «Чудовище погубившее мир» («Ни надежды, ни бога, ни хип-хопа» feat. СД, Шляпа Шаляпина, Ленина Пакет, Dead Blonde, GSPD) - 2021 — МЦ Лучник — «Горьгород» («Вичхаус Лобня 4» feat. Слава КПСС) - 2022 — Lida — «Легкий способ бросить долги» («Шерстяное худи» feat. Слава КПСС, DK) - 2022 — The Вепри — «Мемы и депрессия» («Бар „Рагнарёк“») - 2023 — Артём Моргунов — «Собачьи годы» («Стал старым» feat. Слава КПСС) - 2023 — Слава КПСС — «Любимые Песни Настоящих Людей» («Мёртвые звёзды») - 2023 — СД — «Чёрный альбом» («Прощайте») Как Молодой Бишкек: - 2023 — Воровская лапа — «Сияние Лапы» («Ш.П.А.Н.А» feat. LIL THE NEEL) |

### Видеография
- 2013 — Zamay — «Pelevino»
- 2013 — Zamay — «ПОРОХ»
- 2014 — Zamay — «S.N.U.F.F.»
- 2015 — Слава КПСС, Замай & Вандальский — «Бытиё есть Панчлайн»
- 2015 — Хан Zamay & Слава КПСС — «Grime Hate (Oxxxymiron diss)»
- 2015 — Zamay — «Online»
- 2015 — Замай — «Старый Русский (#freebabangida)»
- 2015 — Замай — «Послеевропа»
- 2016 — Замай — «Медленна»
- 2016 — Слава КПСС — «мёртвые звёзды» при уч. zamay
- 2016 — Букер Д. Фред & Zamay — «SGP s/o cutoffurmind»
- 2016 — Замай, Слава КПСС & Zoo in Space — «Антихайп»
- 2017 — Хан Замай & Слава КПСС — «Hypeintro»
- 2017 — Замай — «Молодой папа (Хованский diss)»
- 2017 — Замай, СД, Слава КПСС & Booker — «Гоша Рубчинский»
- 2017 — STRiKE — «На развалах империи»
- 2017 — Слава КПСС & Хан Замай — «F*ckrap»
- 2017 — Слава КПСС & Хан Замай — «В футболке Бабангида»
- 2018 — Замай — «Имя»
- 2018 — Замай — «Порох»
- 2018 — Хан Замай & Слава КПСС — «Ночная Травма»
- 2019 — Слава КПСС, Валентин Дядька, Соня М, Воровская лапа, Хан Замай & Mr M — «Мы из Антихайпа»
- 2019 — СД & Замай — «Medici»
- 2019 — СД & Замай — «Лето»
- 2019 — Замай — «Auntie Intro (Ричард III)»
- 2019 — Замай — «Гоголев»
- 2019 — Замай — «Карантин»
- 2019 — DK aka LilDanil, Слава КПСС, CMH & Замай — «VSRAP Cypher»
- 2020 — Замай — «Никто не нужен»
- 2020 — Замай — «Странные вещи»
- 2020 — Замай х Ларин х BOOKER — «Крик»
- 2020 — Замай & CMH — «Бог-Dance»
- 2020 — Замай & Lida — «ШУЕ»
- 2020 — Замай — «Одинокое пламя»
- 2020 — Jekajio & Gokilla & Эмелевская & Замай — «New Year Cypher»
- 2021 — Замай — «Замай»
- 2021 — Хан Замай & Слава КПСС — «Что было дальше diss»
- 2021 — Замай — «2024 (Предвыборный клип)»
- 2021 — Слава КПСС & Хан Замай — «Губы»
- 2021 — Воровская лапа & Молодой Бишкек — «Dream Team House Diss»
- 2021 — Слава КПСС & Хан Замай — «Мы работаем на Кремль»
- 2021 — Слава КПСС & Хан Замай — «Дискотека Овсянкин»
- 2021 — Слава КПСС & Хан Замай — «Поминальный свинг»
- 2021 — Хан Замай & Слава КПСС — «Флекс Жана Флейм»
- 2021 — Хан Замай & Слава КПСС — «Двуглавый орёл»
- 2022 — Lida feat. Джарахов, Слава КПСС, DK, Замай (при уч. Morgenshtern, Pyrokinesis) — «Шерстяное худи»
- 2022 — Слава КПСС & Хан Замай — «Пати»
- 2022 — Замай — «Винтаж»
- 2023 — Замай — «Детские Травмы Самые Сладкие»
- 2023 — Замай — «Oxxxymiron»
- 2023 — Замай, рудбой — «КПП ЧАРЛИ»
- 2023 — Замай (ZAMAY) — «Чёрный День (Весёлый)»